# رفتار با کودک (مجموعه تلویزیونی)
رفتار با کودک یک مجموعه تلویزیونی محصول سال ۱۳۶۸ به کارگردانی، نویسندگی علی پویان  می‌باشد که از شبکه دو پخش شد.

## بازیگران
- رؤیا افشار
- روح‌انگیز مهتدی
- صدیقه کیانفر
- بهزاد رحیم‌خانی
- فاطمه طاهری